# Хейнс, Тодд
Тодд Хейнс (англ. Todd Haynes; род. 2 января 1961) — американский независимый кинорежиссёр, сценарист и продюсер, считающийся одним из пионеров направления New Queer Cinema, возникшего в 1990-х годах.

## Ранние годы
Тодд Хейнс родился 2 января 1961 года в Лос-Анджелесе, штат Калифорния, и вырос в Энсино. Его отец, Аллен Э. Хейнс, был поставщиком косметики, а мать, Шерри Линн (урождённая Семлер), изучала актёрское мастерство. Со стороны матери Хейнс имеет еврейские корни. Его младшая сестра, Гвиннет Хейнс, — солистка группы «Sophe Lux».
Хейнс начал проявлять интерес к кино в раннем возрасте, сняв короткометражный фильм «Самоубийство» (1978) ещё будучи учеником старшей школы. Он изучал искусство и семиотику в Браунском университете, где снял короткометражный фильм «Убийцы: Фильм о Рембо́» (1985), вдохновлённый жизнью писателя Артюра Рембо. В университете он также встретил Кристин Вашон, которая позже спродюсирует все его полнометражные фильмы. Окончив университет и получив степень бакалавра по искусству и семиотике, Хейнс переехал в Нью-Йорк, где основал «Apparatus Productions» — некоммерческую организацию, направленную на поддержку независимого кино.

## Карьера
Получая степень магистра искусств в Бард-колледже, Хейнс снимает короткометражный фильм «Суперзвезда: История Карен Карпентер» (1987). История жизни известной американской поп-певицы 1970-х годов Карен Карпентер разыгрывается с помощью кукол Барби. После нескольких фестивальных показов на демонстрацию и распространение ленты налагается судебный запрет в связи с нарушением авторских прав на музыку группы The Carpenters. Тем не менее, Хейнса успевают заметить, а картина «Суперзвезда» вскоре становится андеграундной классикой.
Полнометражный художественный дебют Хейнса «Яд» (1991) представляет собой нарезку из трёх разножанровых историй: псевдодокументального расследования об исчезновении семилетнего мальчика, убившего своего отца; пародии на малобюджетное кино 1950-х — чёрно-белого фантастического хоррора о прокажённом учёном; гомоэротической тюремной драмы по мотивам романов Жана Жене «Чудо о розе», «Богоматерь цветов» и «Дневник вора». Реакция на фильм противоречива: с одной стороны картина резко осуждается представителями праворадикальной общественности, с другой — получает несколько важных наград (в том числе гран-при фестиваля «Сандэнс» и приз «Тедди» Берлинского кинофестиваля). Режиссёра же критики зачисляют в представители New Queer Cinema.
Следующий короткометражный фильм Хейнса, «Дотти получает по заднице», рассказывает о жизни тихого шестилетнего мальчика в начале 1960-х годов. Картина была показана на канале PBS.
Уже во второй своей полнометражной картине «Безопасность» (1995) Хейнс выходит за узкие рамки гей-кино. События фильма разворачиваются в Калифорнии в конце 1980-х годов. Главная героиня, образцово-показательная домохозяйка в исполнении Джулианны Мур, неожиданно начинает испытывать аллергию буквально ко всем достижениям XX века, от топливных присадок до презервативов. Картина, первые сцены которой сняты в традиционной реалистической манере, к финалу приобретает всё более карикатурные формы и демонстрирует отчуждение современного человека от окружающей его среды. Многие критики называют фильм Хейнса «Безопасность» в числе достижений независимого кино 1990-х годов и рассматривают его как своеобразный приговор эпохе правления Рональда Рейгана. Эта лента также дала старт блестящей кинокарьере актрисы Джулианны Мур.
На Каннском кинофестивале 1998 года Хейнс представляет свой фильм-расследование «Бархатная золотая жила» об эпохе глэм-рока 1970-х годов. Несмотря на то, что рассказанная в картине история полностью вымышлена, в героях «Бархатной золотой жилы» легко угадываются Игги Поп и Дэвид Боуи. В фильме звучат композиции многих известных музыкантов того времени, часть песен специально перезаписывается с вокалом исполнителей главных ролей Юэна Макгрегора и Джонатана Рис-Майерса. Помимо музыки, чтобы точнее передать атмосферу 1970-х, Хейнс использует насыщенный психоделический визуальный ряд, наполняет ленту всевозможными культурными реминисценциями. Мастерство режиссёра находит высокий отклик у кинопрофессионалов: Хейнс получает приз за художественный вклад в Каннах.
Свои стилизаторские способности Хейнс в очередной раз демонстрирует в картине «Вдали от рая» (2002). В этой ленте, вновь играющая домохозяйку, Джулианна Мур заводит близкие отношения со своим чернокожим садовником, что, учитывая время действия — 1950-е годы, неминуемо приводит к скандалу. Картина производит странное впечатление: практически буквальное следование визуальной манере голливудского кино 1950-х сочетается с затрагиванием тем, табуированных в те годы — межрасовых связей и гомосексуальности. Фильм «Вдали от рая» становится обладателем около 70 кинонаград и получает четыре номинации на «Оскар».
В сентябре 2007 года состоялась премьера фильма «Меня там нет» с Кристианом Бейлом и Кейт Бланшетт в главных ролях. Картина участвовала в основном конкурсе Венецианского кинофестиваля, по итогам которого удостоилась сразу двух наград: Хейнс получил специальный приз жюри, а Бланшетт была названа лучшей актрисой смотра. В центре сюжета фильма — биография Боба Дилана — шесть различных актёров демонстрируют разные аспекты жизни и творчества известного музыканта.

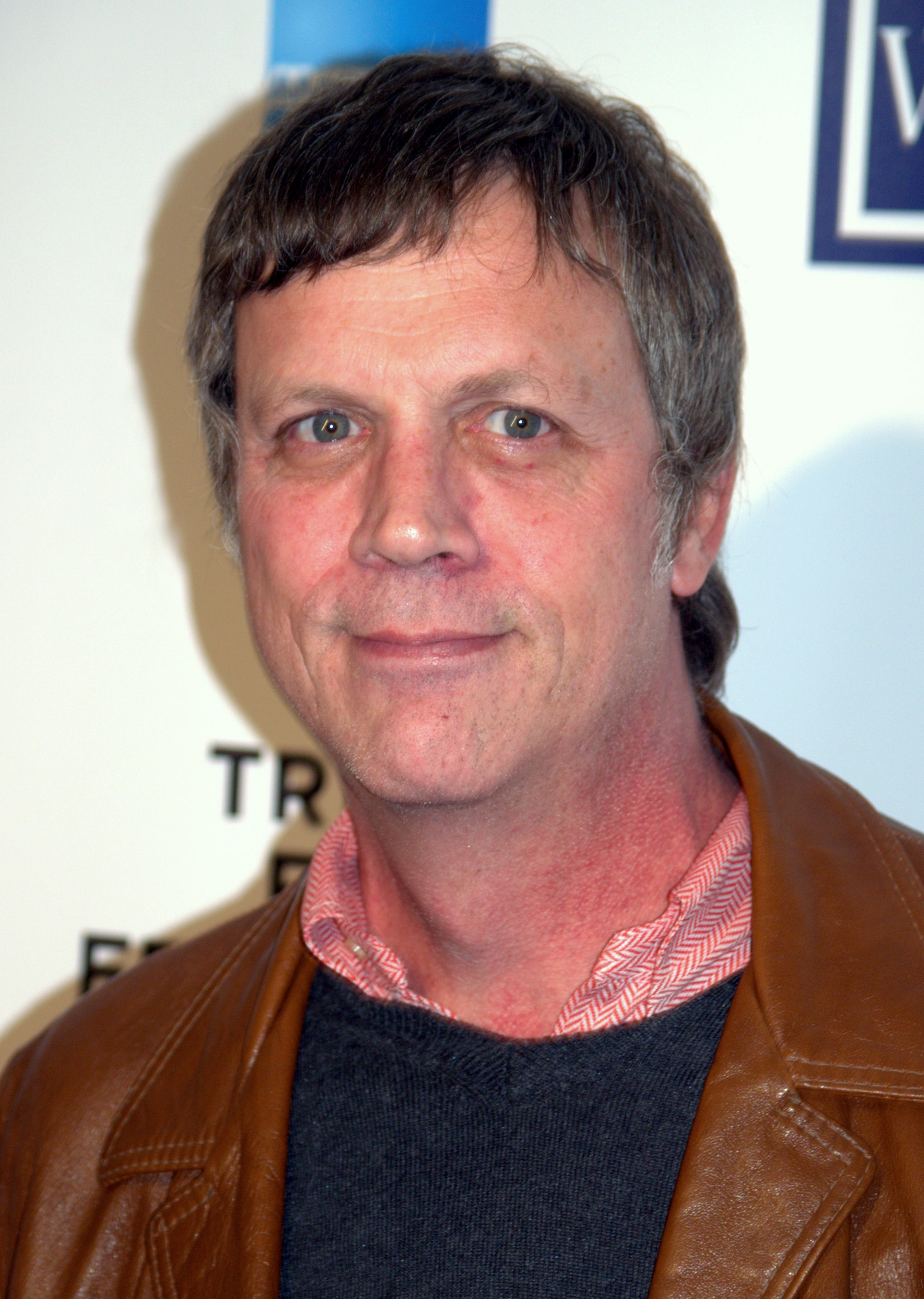
Хейнс на фестивале «Трайбека» в 2009 году.

Следующий полный метр Хейнса вышел на экраны только в 2015 году. Картина «Кэрол» была представлена в главном конкурсе Каннского кинофестиваля. В её основу лёг ранний роман Патриции Хайсмит. Лента рассказывала о любви двух женщин в Нью-Йорке середины прошлого века (их роли исполнили Кейт Бланшетт и Руни Мара). «Кэрол» позволила Хейнсу вновь обратиться к излюбленной им эстетике 1950-х годов. Фильм подтвердил репутацию режиссёра как лучшего стилиста современного кинематографа и был с восторгом принят фестивальной прессой.
В 2017 году Хейнс снял фильм «Мир, полный чудес» по соединяющей графику и литературный текст книге Брайана Селзника (автора романа «Хранитель времени», экранизация которого принесла Мартину Скорсезе 5 премий Оскар). В нём переплетаются две истории. Девочка собирает вырезки и фотографии загадочной актрисы немого кино. Мальчик ищет своего отца. Между этими двумя историями лежит половина столетия, но они соединяются в один сюжет. В главной роли в фильме занят Оакс Фегли.

## Личная жизнь
Хейнс — гей. Он живёт в Портленде, штат Орегон.
Хейнс придерживается иррелигиозности.

## Фильмография
- 1985 — Убийцы: Фильм о Рембо́ / Assassins: A Film Concerning Rimbaud (короткометражный)
- 1987 — Суперзвезда: История Карен Карпентер / Superstar: The Karen Carpenter Story (короткометражный)
- 1991 — Яд / Poison
- 1993 — Дотти получает по заднице / Dottie Gets Spanked (короткометражный)
- 1995 — Безопасность / Safe
- 1998 — Бархатная золотая жила / Velvet Goldmine
- 2002 — Вдали от рая / Far From Heaven
- 2007 — Меня там нет / I’m Not There
- 2011 — Милдред Пирс / Mildred Pierce (мини-сериал)
- 2015 — Кэрол / Carol
- 2017 — Мир, полный чудес / Wonderstruck
- 2019 — Тёмные воды / Dark Waters
- 2021 — The Velvet Underground (документальный фильм об одноименной рок-группе)
- 2023 — Май декабрь